# Hercules (cuisinier)
Pour les articles homonymes, voir Hercule (homonymie) et Hercules.
Hercules est un esclave qui travaillait à Mount Vernon, la plantation de George Washington sur le fleuve Potomac, en Virginie. Il était le chef cuisinier de la propriété dans les années 1780, cuisinant pour la famille de Washington et leurs invités.
En 1790, le président des États-Unis Washington l'emmène à Philadelphie, alors la capitale nationale temporaire, pour travailler à la President's House.
Hercules s'est échappé de Mount Vernon en 1797 pour être libre, et a été plus tard légalement affranchi selon les termes du testament de Washington.